# Пухату (озеро)
Пу́хату (устар. Пуххато, Пюхату, Суур-Пюхате; эст. Puhatu järv, Puhato järv, Suur Pühatu järv) — озеро на северо-востоке Эстонии, располагается на территории одноимённой деревни волости Алутагузе в уезде Ида-Вирумаа. Относится к водосборному бассейну ручья Пухату.
Площадь озера составляет 20,9 га (по другим данным — 20,5 га).
Пухату представляет собой сточное дистрофное озеро, находящееся в болоте Пухату на высоте 37,1 м над уровнем моря, в 9 км к юго-востоку от деревни Куремяэ.
Площадь водосборного бассейна озера равняется 4,8 км² (по другим данным — 4,6 км²). Сток из Пухату идёт на юг в соседнее озеро Корпони.